# Wladislaw Goranow

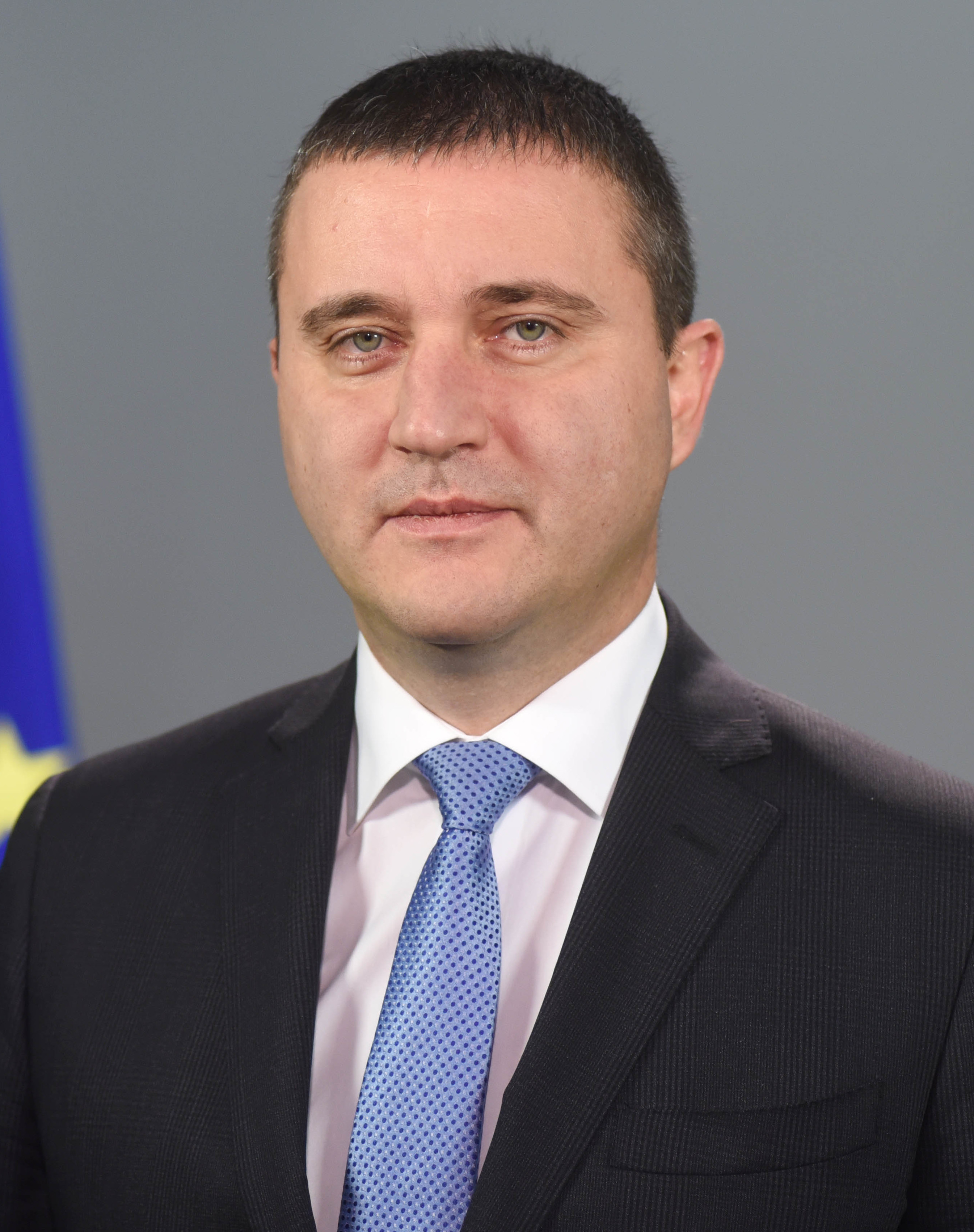
Wladislaw Goranow, 2017

Wladislaw Goranow (* 30. April 1977 in Plewen) ist ein bulgarischer Politiker der GERB. Er war von 2014 bis Februar 2017 und von Mai 2017 bis Juli 2020 Finanzminister seines Landes.
Im Februar 2023 verhängte die US-Regierung Biden wegen Beteiligung an »bedeutender Korruption« Sanktionen nach dem Magnitsky Act gegen Goranow.

## Leben
Goranow studierte Wirtschaftswissenschaften an der Tsenov-Wirtschaftsakademie Swischtow und erwarb einen Masterabschluss in Rechnungswesen und Controlling. Im Zeitraum 1998 bis 2001 war er in der Abteilung für außerbudgetäre Konten und Fonds tätig und leitete die Direktion für Finanzpolitik im Ministerium für Land- und Forstwirtschaft und Agrarreformen. Im Jahr 2001 wechselte er in das Finanzministerium und leitete dort die Abteilung für Sozialausgaben.
Von August 2009 bis April 2013 bekleidete er das Amt des stellvertretenden Finanzministers. Von Mai 2013 bis Februar 2014 war er geschäftsführender Direktor und Mitglied des Vorstands der Municipal Bank. Außerdem gehörte er von Mai 2013 bis Februar 2014 der bulgarischen Nationalversammlung an. Im November 2014 wurde er Finanzminister und war bis Februar 2017 im Amt. Von Mai 2017 bis 24. Juli 2020 war er erneut Finanzminister.
Im März 2022 wurde Goranow wegen des Verdachts auf Missbrauch von EU-Geldern für einen Tag festgenommen.